# 大蒲新田
大蒲新田（おおがましんでん）は、愛知県名古屋市北区にある地名。楠町大字大蒲新田。

## 地理
河川部分に存在する。

### 小字
以下の小字が現存する。
- 三角
- 六反割
- 八反割

### 河川
- 新地蔵川